# 코무니카시오네스 FC
Comunicaciones 푸트볼 클루브 Sociedad Anónima(Comunicaciones Fútbol Club S.A.)는 과테말라 시티를 연고지로 하는 과테말라의 축구 구단이다. 1949년 창단되었다. 1978년 CONCACAF 챔피언스리그에서 우승한 경력도 가지고 있다.

## 선수 명단

### 현역
- 카를로스 메히아(2011 ~ 2017, 2018 ~ 2021, 2024 ~ )
- 안토니오 데 헤수스 로페스(2023 ~ )
- 후안 루이스 아난고노(2021 ~ 2022, 2023 ~ )
- 알레한드로 프리에토
- 호세 코레나
- 아자리아스 론도뇨

## 역대 감독
| 감독                  | 임기        |
| --------------------- | ----------- |
| 알레샨드리 기마랑이스 | 1999        |
| 루이스 쿠비야         | 2005        |
| 미겔 앙헬 브린디시    | 2005 ~ 2007 |
| 로날드 곤살레스       | 2011 ~ 2012 |
| 로날드 곤살레스       | 2017 ~ 2018 |
| 로날드 곤살레스       | 2024 ~      |